# ATC (A03)
Jest to część klasyfikacji anatomiczno-terapeutyczno-chemicznej:
- A – Przewód pokarmowy i metabolizm
  - A 01 – Preparaty stomatologiczne
  - A 02 – Leki stosowane w chorobach związanych z nadmierną kwasowością soku żołądkowego
  - A 03 – Leki stosowane w czynnościowych zaburzeniach przewodu pokarmowego
  - A 04 – Leki przeciwwymiotne i przeciw nudnościom
  - A 05 – Leki stosowane w chorobach dróg żółciowych i wątroby
  - A 06 – Leki przeczyszczające
  - A 07 – Leki przeciwbiegunkowe, przeciwzapalne i przeciwdrobnoustrojowe stosowane w chorobach przewodu pokarmowego
  - A 08 – Leki przeciw otyłości z wyłączeniem preparatów dietetycznych
  - A 09 – Leki poprawiające trawienie (włącznie z enzymami)
  - A 10 – Leki stosowane w cukrzycy
  - A 11 – Witaminy
  - A 12 – Preparaty uzupełniające niedobór składników mineralnych
  - A 13 – Leki wzmacniające
  - A 14 – Leki anaboliczne do stosowania ogólnego
  - A 15 – Leki zwiększające apetyt
  - A 16 – Inne leki działające na przewód pokarmowy i metabolizm

## A 03 A – Leki stosowane w czynnościowych zaburzeniach jelit
- A 03 AA – Syntetyczne leki cholinolityczne, estry trzeciorzędowych amin
  - A 03 AA 01 – oksyfencyklimina
  - A 03 AA 03 – kamilofin
  - A 03 AA 04 – mebeweryna
  - A 03 AA 05 – trimebutyna
  - A 03 AA 06 – rocyweryna
  - A 03 AA 07 – dicykloweryna
  - A 03 AA 08 – diheksyweryna
  - A 03 AA 09 – difemeryna
  - A 03 AA 30 – piperidolat
- A 03 AB – Syntetyczne leki cholinolityczne, czwartorzędowe związki amonowe
  - A 03 AB 01 – benzylon
  - A 03 AB 02 – bromek glikopironiowy
  - A 03 AB 03 – bromek oksyfenoniowy
  - A 03 AB 04 – pentienat
  - A 03 AB 05 – propantelina
  - A 03 AB 06 – bromek otyloniowy
  - A 03 AB 07 – metantelina
  - A 03 AB 08 – tridiheksetyl
  - A 03 AB 09 – izopropamid
  - A 03 AB 10 – heksocyklium
  - A 03 AB 11 – poldyna
  - A 03 AB 12 – mepenzolat
  - A 03 AB 13 – bewonium
  - A 03 AB 14 – pipenzolat
  - A 03 AB 15 – difemanil
  - A 03 AB 16 – jodek (2-benzohydryloksyetylo)dietylometyloamoniowy
  - A 03 AB 17 – jodek tiemonium
  - A 03 AB 18 – bromek prifiniowy
  - A 03 AB 19 – bromek tymepidiowy
  - A 03 AB 21 – fenpiweryna
  - A 03 AB 53 – bromek oksyfenoniowy w połączeniach
- A 03 AC – Syntetyczne leki przeciwskurczowe, amidy z trzeciorzędowymi aminami
  - A 03 AC 02 – dimetyloaminopropionylofenotiazyna
  - A 03 AC 04 – nikofetamid
  - A 03 AC 05 – tyropramid
- A 03 AD – Papaweryna i jej pochodne
  - A 03 AD 01 – papaweryna
  - A 03 AD 02 – drotaweryna
  - A 03 AD 30 – moksaweryna
- A 03 AE – Leki działające na receptory serotoninowe
  - A 03 AE 01 – alosetron
  - A 03 AE 03 – cylansetron
- A 03 AX – Inne leki stosowane w czynnościowych zaburzeniach jelit
  - A 03 AX 01 – fenpipran
  - A 03 AX 02 – diizopromina
  - A 03 AX 03 – chlorobenzoksamina
  - A 03 AX 04 – pinaweryna
  - A 03 AX 05 – fenoweryna
  - A 03 AX 06 – idanpramina
  - A 03 AX 07 – proksazol
  - A 03 AX 08 – alweryna
  - A 03 AX 09 – trepibuton
  - A 03 AX 10 – izometepten
  - A 03 AX 11 – karoweryna
  - A 03 AX 12 – floroglucyna
  - A 03 AX 13 – silikony (symetykon)
  - A 03 AX 14 – waletamat
  - A 03 AX 15 – olejek eteryczny mięty pieprzowej
  - A 03 AX 30 – trimetylodifenylopropylamina
  - A 03 AX 58 – alweryna w  połączeniach

## A 03 B – Alkaloidy pokrzyku i ich pochodne, preparaty proste
- A 03 BA – Alkaloidy pokrzyku, aminy trzeciorzędowe'
  - A 03 BA 01 – atropina
  - A 03 BA 03 – hioscyjamina
  - A 03 BA 04 – wszystkie alkaloidy pokrzyku wilczej jagody

- A 03 BB – Alkaloidy pokrzyku półsyntetyczne, czwartorzędowe związki amonowe
  - A 03 BB 01 – butylobromek hioscyny
  - A 03 BB 02 – metylatropina
  - A 03 BB 03 – metylskopolamina
  - A 03 BB 04 – fentonium
  - A 03 BB 05 – bromek cimetropiowy
  - A 03 BB 06 – metylobromek homatropiny

## A 03 C – Preparaty złożone zawierające leki przeciwskurczowe i psycholeptyki
- A 03 CA – Preparaty złożone zawierające syntetyczne leki cholinolityczne i psycholeptyki
  - A 03 CA 01 – izopropamid z psycholeptykami
  - A 03 CA 02 – clidinium z psycholeptykami
  - A 03 CA 03 – oksyfencyklimina z psycholeptykami
  - A 03 CA 04 – bromek otyloniowy z psycholeptykami
  - A 03 CA 05 – bromek glikopironiowy z psycholeptykami
  - A 03 CA 06 – bewonium z psycholeptykami
  - A 03 CA 07 – ambutonium z psycholeptykami
  - A 03 CA 08 – difemanil z psycholeptykami
  - A 03 CA 09 – pipenzolat z psycholeptykami
  - A 03 CA 30 – emepronium z psycholeptykami
  - A 03 CA 34 – propantelina z psycholeptykami
- A 03 CB – Preparaty złożone zawierające alkaloidy pokrzyku wilcza jagoda lub ich pochodne i psycholeptyki
  - A 03 CB 01 – metyloskopolamina z psycholeptykami
  - A 03 CB 02 – wszystkie alkaloidy pokrzyku z psycholeptykami
  - A 03 CB 03 – atropina z psycholeptykami
  - A 03 CB 04 – metylobromek homatropiny z psycholeptykami
  - A 03 CB 31 – hioscyjamina z psycholeptykami
- A 03 CC – Inne preparaty złożone zawierające leki przeciwskurczowe i psycholeptyki

## A 03 D – Preparaty złożone zawierające leki przeciwskurczowe i przeciwbólowe
- A 03 DA – Preparaty złożone zawierające syntetyczne leki cholinolityczne i leki przeciwbólowe
  - A 03 DA 01 – tropenzilon z lekami przeciwbólowymi
  - A 03 DA 02 – pitofenon z lekami przeciwbólowymi
  - A 03 DA 03 – bewonium z lekami przeciwbólowymi
  - A 03 DA 04 – cyklonium z lekami przeciwbólowymi
  - A 03 DA 05 – kamylofin z lekami przeciwbólowymi
  - A 03 DA 06 – trospium z lekami przeciwbólowymi
  - A 03 DA 07 – jodek tiemoniowy z lekami przeciwbólowymi
- A 03 DB – Preparaty złożone zawierające alkaloidy pokrzyku lub ich pochodne i leki przeciwbólowe
  - A 03 DB 04 – butylobromek hioscyny z lekami przeciwbólowymi
- A 03 DC – Preparaty złożone zawierające inne leki przeciwskurczowe i leki przeciwbólowe

## A 03 E – Preparaty złożone zawierające leki przeciwskurczowe lub cholinolityczne i inne leki
- A 03 EA – Preparaty złożone zawierające leki przeciwskurczowe, psycholeptyki i leki przeciwbólowe
- A 03 ED – Preparaty złożone zawierające leki przeciwskurczowe i inne leki

## A 03 F – Leki pobudzające perystaltykę przewodu pokarmowego
- A 03 FA – Leki pobudzające perystaltykę przewodu pokarmowego
  - A 03 FA 01 – metoklopramid
  - A 03 FA 02 – cyzapryd
  - A 03 FA 03 – domperydon
  - A 03 FA 04 – bromopryd
  - A 03 FA 05 – alizapryd
  - A 03 FA 06 – klebopryd
  - A 03 FA 07 – itopryd
  - A 03 FA 08 – cynitapryd
  - A 03 FA 09 – mozapryd
  - A 03 FA 10 – akotiamid